# Max Brüning
 Max Brüning  (* 19. Februar 1887 in Delitzsch; † 24. Dezember 1968 in Lindau/Bodensee) war ein deutscher neusachlicher Maler.

## Leben und Werk
Max Brüning wurde am 19. Februar 1887 in Delitzsch im Haus Markt 20 geboren.
Von 1902 bis 1912 besuchte er die Königliche Akademie für graphische Künste und Buchgewerbe in Leipzig und wurde Schüler des Wiener Professors Alois Kolb und des Radierers Peter Palm. In Brünings Zeit an der Akademie für graphische Künste und Buchgewerbe unterrichtete auch Max Klinger.
1910 wurde Brüning erstmals in der Kunstzeitschrift „Ex Libris“ erwähnt. Danach erfolgten Ausstellungen in München und Chemnitz.
Auf Grund einer Anklage im Jahr 1913 wegen vollendeter und versuchter Sittlichkeitsverbrechen reiste Brüning nach Frankreich, Belgien, Italien, Griechenland, Kleinasien und in die Türkei, um der Haft zu entgehen.
Als gesichert und dokumentarisch belegt gilt, dass er in dieser Zeit in Hoheneck (Gefängnis) in Haft war. Dort entstand ein Altarbild der Größe von ca. 4 × 5 m mit Kreuzigungsszene und Darstellung von Mitgefangenen als Jünger Jesu.
1914 erfolgte die Aufnahme an der Königlichen Akademie der bildenden Künste in München. Dort wurde er Schüler von Franz von Stuck.
Im Ersten Weltkrieg musste Brüning 1915 zum Kriegsdienst an die Westfront. Er war künstlerischer Mitarbeiter der deutschen Kriegszeitung. In Nordfrankreich entstanden zeichnerische Darstellungen von Gefangenen, dem Kriegsgeschehen und dem Leben in den Lagern, wie die Radierungen „Zitadelle von Cambrai“, „Nachtwache“ und „Engländer mit zerschossenem Stahlhelm“ sowie viele weitere, die seinen Ruf als Radierer begründen. Von Kronprinzen Wilhelm wurde er zu seinem persönlichen Zeichenlehrer berufen und erteilte diesem Zeichenunterricht. Wilhelm nannte ihn gern „Professor“. Eine Freundschaft entstand zwischen Brüning und Wilhelm. Er beherrschte, wie es im Mitteilungsblatt der Typographischen Gesellschaft München hieß, sämtliche Radiertechniken derart, dass man „allen Ernstes von einem begnadeten Talent sprechen konnte“.
Von 1918 bis 1923 hielt er sich wieder in Leipzig auf.
1923 erfolgte der Umzug nach Berlin. Dort arbeitete Brüning für Zeitschriften und fertigte auch Plakatentwürfe und Porträts als Radierungen und Pastelle. Es entstanden zahlreiche Frauen- und Mädchen-Porträts sowie leicht erotische und mit hintergründigem Witz ausgestattete Darstellungen. Diese prägten Brünings Ruf. In dieser Zeit beschäftigte sich Brüning auch mit asiatischer Kunst, Kultur und Philosophie.
Sein Atelier war eine weitbekannte Sehenswürdigkeit, er besaß eine der reichsten Kunstsammlungen asiatischer Provenienz. Es wurde zum Treffpunkt in- und ausländischer Persönlichkeiten aus Film, Kunst, Sport und Politik. Persönliche Beziehungen (z. B. zu tibetischen Lamas, indischen Yogis (Selvarajan Yesudian), Aleister Crowley, Max Schmeling) fanden in manchen Bildern ihren Niederschlag. Weltwirtschaftskrise und aufbrechende europäische Konflikte beendeten die leichtlebige Zeit.
1935 heiratete Brüning die Kunstmalerin Viktoria Richter, die ihn durch viele gemeinsame Arbeiten ergänzte. Beide verließen Berlin, quartierten sich kurz an der Ostsee ein und zogen nach Oberstdorf – Brüning war begeisterter Skifahrer. 1938 zogen sie nach Igls bei Innsbruck. Dort entstanden Porträts und Gemälde über die Welt der Berge, die später u. a. vom Haus der Deutschen Kunst in München angekauft wurden.
Bei einem Bombenangriff auf Berlin im Jahr 1943 wurden 300 von Brünings Radierplatten, die in der Kunstkupferstecherei Schütz verwahrt waren, vernichtet.
1945 erfolgte der Umzug mit wenigen Habseligkeiten nach Lindau am Bodensee, da er trotz Intervention bekannter Kunstkenner und Verehrer als deutscher Staatsbürger aus Österreich ausgewiesen wurde. Unter schwierigsten Bedingungen entstand ein bescheidenes Atelier. Dort entstanden Ölgemälde, Aquarelle und Radierungen mit Bodensee-Motiven. Er lebte zurückgezogen, obwohl seine Werke in vielen Kunstgalerien Europas und in Übersee Bedeutung erlangt hatten.
Das Gästebuch Brünings ist ein Spiegel seines Lebens und der Zeitgeschichte. In ihm finden sich die Namen von Norma Talmadge, Fritz Kampers, Max Schmeling, Joe Wannemacker, Barnum, Harrymann, Willi Fritsch, Gustav Fröhlich, Hideki Yukawa, Werner Zimmermann,  Ottorino Respighi, Heinrich Harrer, Hans Huebmer, E. Kréal und Hans Sterneder.
In den 1950er- und 1960er-Jahren reiste er mehrmals ins Tessin und nach Spanien. Von 1961 bis 1963 arbeitete Brüning für die Olympiastadt Innsbruck (IX. Olympische Winterspiele 1964) an Zeichnungen und Radierungen.
Ein Verkehrsunfall im Jahr 1963 beendete Brünings künstlerisches Schaffen. Am 24. Dezember 1968 starb Brüning im Alter von fast 82 Jahren in Lindau.
Brünings Radierungen, Zeichnungen, Aquarelle und Ölgemälde befinden sich inzwischen im Besitz von zahlreichen in- und ausländischen Museen und Privatpersonen.
Max Brüning war Mitglied im Deutschen Künstlerbund.

## Werke in Museen
- Haus der Deutschen Kunst in München
- Erotic Art Museum Hamburg
- Museum Delitzsch